# Осада Торна (1813)
Осада Торна (16 (28) января — 4 (16) апреля 1813 года) — осада русскими и прусскими войсками французского гарнизона в Торне в 1813 году в ходе войны 6-й коалиции против Наполеона.
16 (28) января 1813 года войска адмирала Чичагова обложили крепость Торн, расположенную на правом берегу Вислы. Гарнизон состоял из 4 тыс. баварцев и 1500 французов под командованием бригадного генерала Поатвена (Poitevin). Русские войска отбили вылазку гарнизона и ушли дальше, оставив наблюдательные посты. 27 января (8 февраля) Торн блокировали войска генерала Барклая-де-Толли.
Город Торн на правом берегу Вислы был окружён крепостной стеной с башнями, валом, рвами с водой и бастионами. На левом берегу находился замок с толстыми стенами, прикрытый артиллерией из крепости и батареей на речном острове Пац. Замок соединялся мостом с крепостью Торна. Лёд снёс мост, в результате сообщение между гарнизоном поддерживалось лодками. Чтобы пресечь его, к 15 (27) марта русские вооружили пушками 6 больших лодок. Французы в тот же день пытались уничтожить лодки во время вылазки, но были отбиты с большим уроном.
Осадные силы в марте насчитывали до 18 тыс. человек, включая прусскую прислугу 38 осадных орудий: 12-фунтовые (~120 мм калибра) пушки и 50-фунтовые (~280 мм калибра) мортиры. Осадой руководил Барклай-де-Толли, русским корпусом генерал Ланжерон, инженерными работами инженер-подполковник Мишо и генерал Опперман. В ночь на 24 марта (8 апреля) началось скрытное возведение четырёх батарей и закончилось к 26 марта (10 апреля). Установленные там орудия эффективно стали действовать по крепости. В следующие дни рабочие подвели траншеи и защитные укрытия вплотную к крепости, французские сторожевые пикеты были сбиты по всей линии. За 1—2 (13—14) апреля по крепости выпущено почти пять сотен бомб из 50-фунтовых мортир и 2 тыс. ядер.
3 (15) апреля началось бомбардирование крепостных укреплений и города, что заставило французов открыть переговоры о сдаче. 4 (16) апреля канонада продолжилась и вынудила осаждённых принять все условия капитуляции.
Гарнизон (ок. 3700), сдав оружие в арсенал, получил дозволение отправиться в Баварию с обязательством не воевать против союзников в кампанию 1813 года. Захвачено 52 орудия, более 10 тыс. ружей и значительный запас провианта. В продолжении осады русские потеряли 28 человек убитыми и 160 ранеными. У пруссаков выбыло 6 человек.
После капитуляции Торна высвободились русские регулярные войска (ок. 12 тыс.), с которыми Барклай-де-Толли двинулся на соединение с основной русской армией в Саксонию.